# Kameruni labdarúgó-bajnokság (első osztály)
Az MTN Elite One, franciául Cameroon Première Division a kameruni labdarúgás legmagasabb osztálya. A bajnokságot 1961-ben alapították, jelenleg 18 csapat alkotja.

## Résztvevők
- Eding Sport (Lékié)
- Coton Sport (Garoua)
- APEJES Academy (Yaoundé)
- Feutcheu (Bandjoun)
- Stade Renard (Melong)
- Unisport de Bafang (Bafang)
- UMS de Loum (Njombé)
- Yong Sport Academy (Bamenda)
- New Star (Douala)
- Dragon Yaoundé (Yaoundé)
- Colombe (Dja-et-Lobo)
- Union Douala (Douala)
- Bamboutos (Mbouda)
- Les Astres (Douala)
- Aigle Royal (Dschang)
- Racing Bafoussam (Bafoussam)
- Lion Blessé
- Canon Yaoundé (Yaoundé)

## Az eddigi győztesek
| - 1961 : Oryx Douala - 1962 : Caïman de Douala - 1963 : Oryx Douala - 1964 : Oryx Douala - 1965 : Oryx Douala - 1966 : Diamant Yaoundé - 1967 : Oryx Douala - 1968 : Caïman de Douala - 1969 : Union Douala - 1970 : Canon Yaoundé - 1971 : Aigle Nkongsamba - 1972 : Léopards Douala - 1973 : Léopards Douala - 1974 : Canon Yaoundé - 1975 : Caïman de Douala - 1976 : Union Douala - 1977 : Canon Yaoundé - 1978 : Union Douala - 1979 : Canon Yaoundé - 1980 : Canon Yaoundé | - 1981 : Tonnerre Yaoundé - 1982 : Canon Yaoundé - 1983 : Tonnerre Yaoundé - 1984 : Tonnerre Yaoundé - 1985 : Canon Yaoundé - 1986 : Canon Yaoundé - 1987 : Tonnerre Yaoundé - 1988 : Tonnerre Yaoundé - 1989 : Racing Bafoussam - 1990 : Union Douala - 1991 : Canon Yaoundé - 1992 : Racing Bafoussam - 1993 : Racing Bafoussam - 1994 : Aigle Nkongsamba - 1995 : Racing Bafoussam - 1996 : Unisport - 1997 : Coton Sport - 1998 : Coton Sport - 1999 : Sable Batié - 2000 : Fovu Baham | - 2001 : Coton Sport - 2002 : Canon Yaoundé - 2003 : Coton Sport - 2004 : Coton Sport - 2005 : Coton Sport - 2006 : Coton Sport - 2007 : Coton Sport - 2008 : Coton Sport - 2009 : Tiko United - 2010 : Coton Sport - 2011 : Coton Sport - 2012 : Union Douala - 2013 : Coton Sport - 2014 : Coton Sport - 2015 : Coton Sport - 2016 : UMS de Loum - 2017 : Eding Sport |

## A legsikeresebb csapatok
| Klub               | Címek |
| ------------------ | ----- |
| Coton Sport        | 14    |
| Canon Yaoundé      | 10    |
| Tonnerre Yaoundé   | 5     |
| Oryx Douala        | 5     |
| Union Douala       | 5     |
| Racing Bafoussam   | 4     |
| Caïman de Douala   | 3     |
| Aigle Nkongsamba   | 2     |
| Léopards Douala    | 2     |
| Diamant Douala     | 1     |
| Unisport de Bafang | 1     |
| Sable              | 1     |
| Fovu Baham         | 1     |
| Eding Sport        | 1     |
| Tiko United        | 1     |
| UMS de Loum        | 1     |

## Gólkirályok
| Év   |                    | Játékos           | Csapat              | Gólok |
| 2005 |                    | Bakari Inoi       | Kadji Sport Academy | 20    |
| 2006 | Kongói Köztársaság | Francis Litsingi  | Cotonsport Garoua   | 15    |
| 2007 |                    | Ayuk Roland Agbor | Tiko United         | 36    |
| 2009 | Niger              | Daouda Kamilou    | Cotonsport Garoua   |       |

## Külső hivatkozások
- Az RSSSF oldalán